# ウィークリーなもなもクラブ
ウィークリーなもなもクラブは、東海ラジオ放送で1981年4月12日から1993年9月26日まで放送されていた夜のラジオ番組。
通称「なもクラ」。中京コカ・コーラボトリングの一社提供番組。

## 概要
タイトルに名古屋弁の「なも」を盛り込み、「名古屋で一番好奇心旺盛なスタッフぞろい」を自称していたという番組。名古屋市周辺を中心に東海3県の最新情報の紹介を主軸として構成。情報は7～8人のスタッフたちが各々足で集めて来たものを中心に扱っていた。パーソナリティの梅村勝彦は本番組のディレクターも兼任。番組を「手作り感覚で製作している」と評されたことがある。
原光隆・吉田佳代が出演していた当時（1989年以降）では、番組の機関誌『ポップマガジン』が発行され、番組宛にはがきを出した入手希望者全員に発送されていた。

## 出演者
- メインパーソナリティ
  - 初代：梅村勝彦 （当時東海ラジオアナウンサー、ディレクター兼任）[1][注釈 1]
  - 2代目：原光隆 （東海ラジオアナウンサー）[注釈 2]
  - 3代目：新居田美紀 （東海ラジオアナウンサー）
- アシスタント
  - 岡田依里子 （初代）[1]
  - 吉田佳代 （1990年当時、原光隆パーソナリティ時代）[2]

他

## 放送時間
- 日曜日 23:30 - 24:00 （1981年4月12日〜1987年4月5日）
- 日曜日 23:00 - 23:30 （1987年4月12日〜1990年4月1日）
- 土曜日 23:00 - 23:30 （1990年4月7日〜1993年9月26日）

## 主なコーナー・企画
はみだし情報
- 一見価値が見出せないようでも実は重要な意味を持っているとされた情報、奇想天外なニュースや生活情報などを集めて紹介し伝えた。

ミニ情報
- 若者向けの店やイベント、話題のスポットなど、中京圏の最新情報をいち早く紹介。この時間を使ってのゲスト出演のパートも設けられていたことがあった。

マイボイス
- 東海ラジオ内情報室の本番組専用の電話に寄せられたリスナーからの情報を紹介。他にも30秒間言いたい放題のメッセージも受け付けていた。本番組の放送終了直後から電話の受け付けを開始していた。

なもなもトピックス
- 番組が独自に取材した、若者たちのライフスタイルからロマンチックな話まで名古屋を中心にした中京圏の様々なトピックスをなるべくリアルな形でレポート。

なもなもコンサートガイド
- 本番組が自信を持って勧めるというコンサートの紹介と告知。コンサートの内容やチケットの有無・売れ行き状況も伝えていた。

若者文化の宅急便 クイズおじさんに聞く
- 若い人たちと、地方の素朴な人たちとの間で、その時流行しているものや事柄をクイズ形式で紹介した。

ドクトル吉田の腰の下相談室
- 原光隆パーソナリティ時代、吉田佳代がメイン進行したコーナー。

あやしいダイレクトコール大作戦 〜なんかよーじ
- 原光隆・吉田佳代パーソナリティ時代のコーナーで、1990年4月にスタート。このコーナーへの参加希望者の　中から選ばれたリスナー宅に突然電話をつないでトーク。ただし参加資格は収録時間の都合上、木曜日午後4時（16時）に電話を受けることが可能な者に限られた。